# 駒ヶ林駅
駒ヶ林駅（こまがばやしえき）は、神戸市長田区にある神戸市営地下鉄海岸線の駅である。駅番号はK09。
KOBE三国志ガーデンの最寄り駅のため、副駅名として「三国志のまち」と呼称している。
また、駅イメージテーマは「漁港、海への道」である。

## 歴史
- 2001年（平成13年）7月7日：神戸市営地下鉄海岸線の開通と同時に開業[1]。
- 2011年（平成23年）4月：この年度より2年間を期限として、駅名板下広告として「アグロガーデン前」が掲出される[2]（以後、2018年度まで掲出を更新[3]）。
- 2019年（平成31年）3月31日：駅名板下広告の契約期間が終了。

## 駅構造
1面2線の島式ホームを持つ地下駅である。
駅イメージテーマは「漁港・海への道…」である。これは駒ヶ林は古くからの港町で漁港としても栄えたまちであり、その海岸の砂浜で行われていた祭「左義長」は千年の歴史を持つといわれていることをかんがみてテーマを設定された。ホームは砂浜をイメージし、ホーム壁は白い壁に青いタイルで打ち寄せる波しぶきを表現。ホーム対向側の壁には曲線で波をイメージし、刻々と変化する潮の満ち引きを縦ボーダーの幅の変化で表現した。コンコースは漁港の賑やかさをイメージ。改札口付近は天井や床をブルーのアクセントで協調し、そこから長く続く連絡通路に向かって海が深くなっていくよう、床のタイルの青を次第に濃くなるよう配置した。
トイレは改札内にある。

### のりば
| ホーム | 路線   | 行先               |
| ------ | ------ | ------------------ |
| 1      | 海岸線 | 三宮・花時計前方面 |
| 2      | 海岸線 | 新長田方面         |

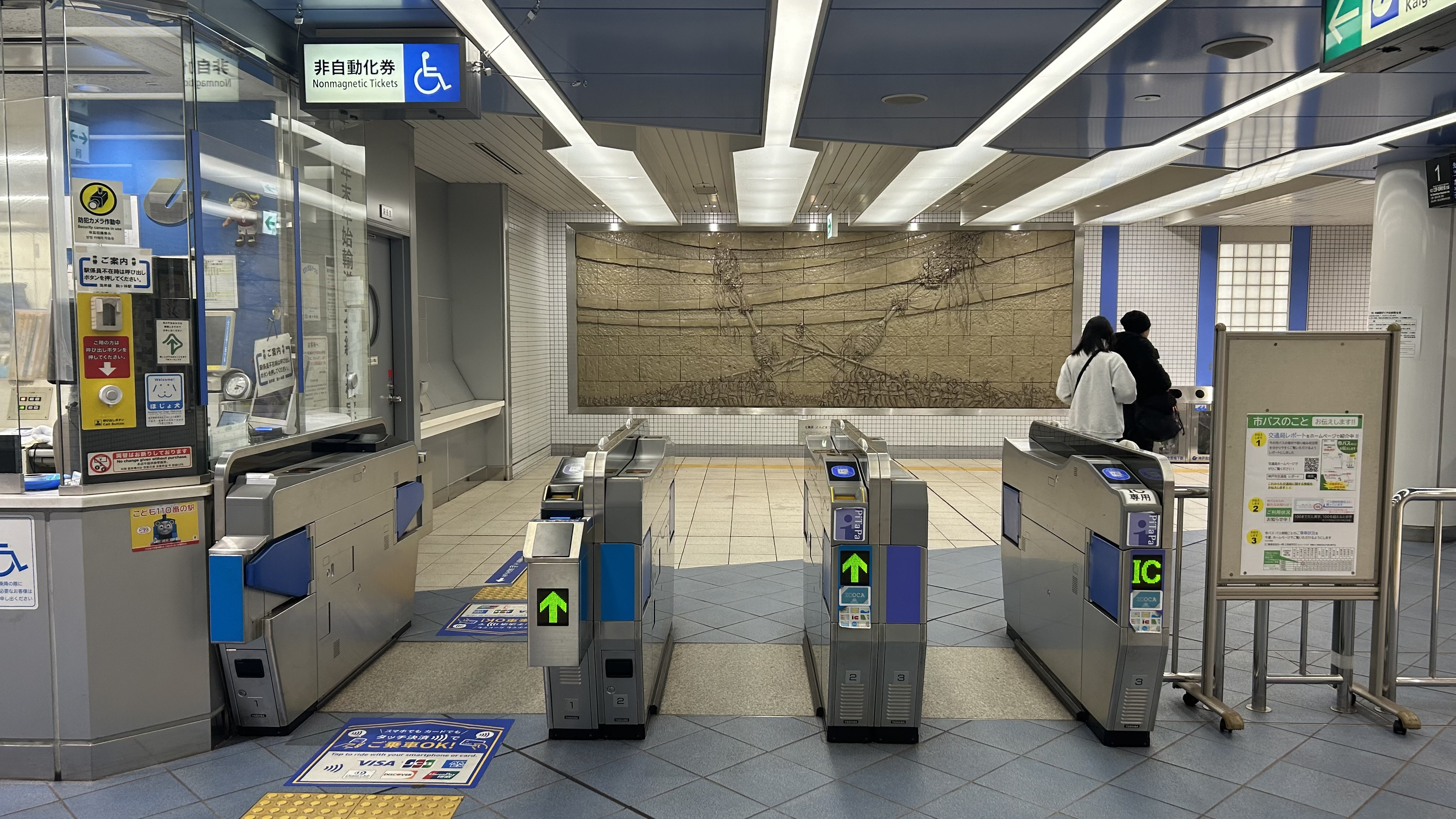
改札口（2024年12月）
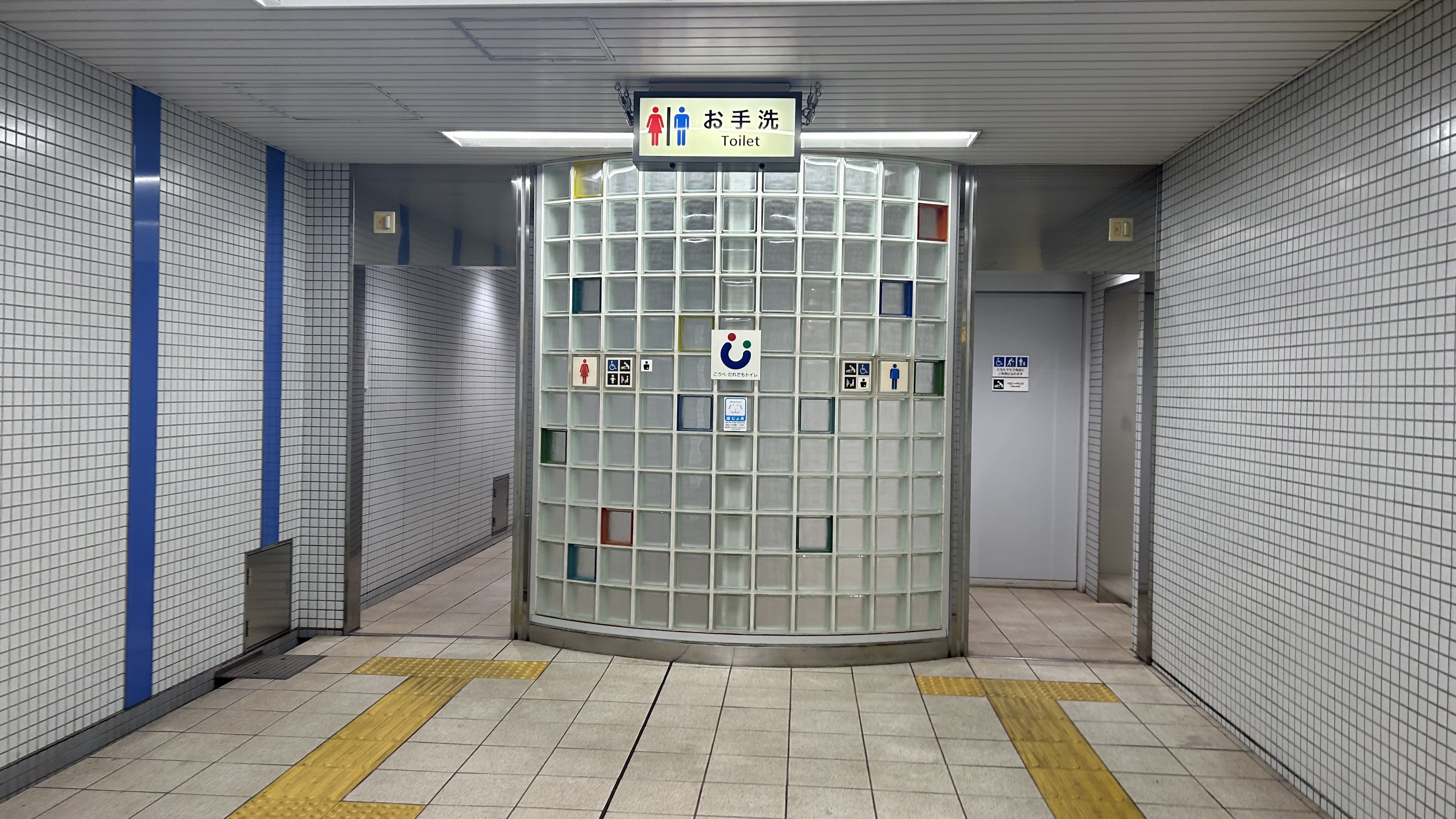
トイレ
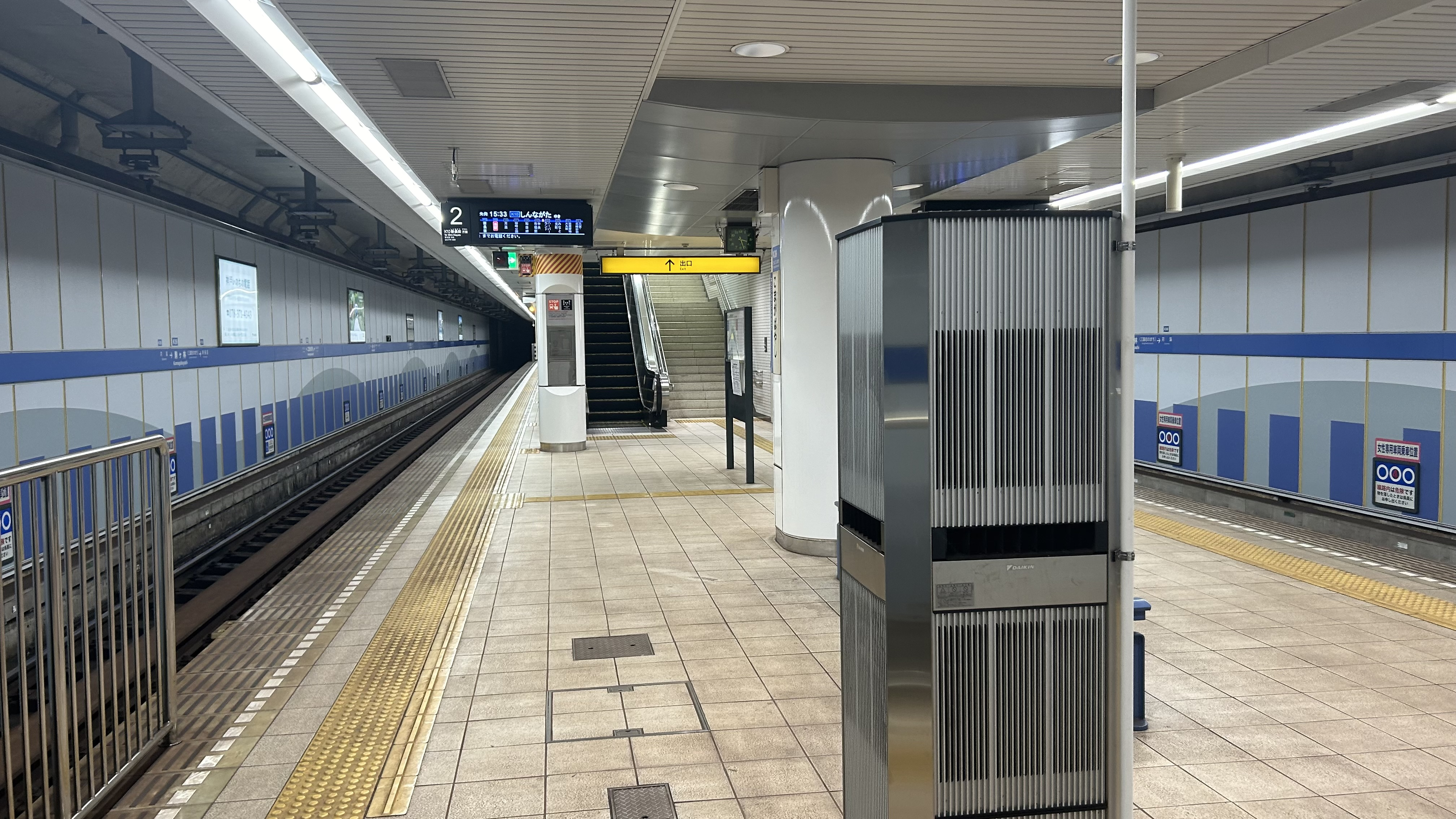
ホーム（2024年12月）

### 出口
1番出入口はアスタくにづかと直接接続する。マストに白い帆が掛かるイメージとした南側の2番出入口とコンコースの間は100mを超える長い連絡通路があり、ここでは海中を散策しているイメージとし、壁画は市民から公募した海の生き物の絵タイルを配置、天井はうねる波を表現。9時から21時までの間は人が通るとセンサーが反応し、海をイメージした効果音（メロディ）が流れている。効果音のイメージは季節ごとに「波音とともに海鳥が飛び交う」（春・秋）、「潮騒が貝殻の風鈴を奏でる」（夏）、「波音とともに汽笛が響く」（冬）とされ、異なるものが各2種類用意されている。
| 出口番号 | 位置                                   | 備考             |
| -------- | -------------------------------------- | ---------------- |
| 1        | 北緯34度39分09.1秒 東経135度08分56.1秒 | エレベーターあり |
| 2        | 北緯34度39分04.8秒 東経135度09分01.5秒 |                  |

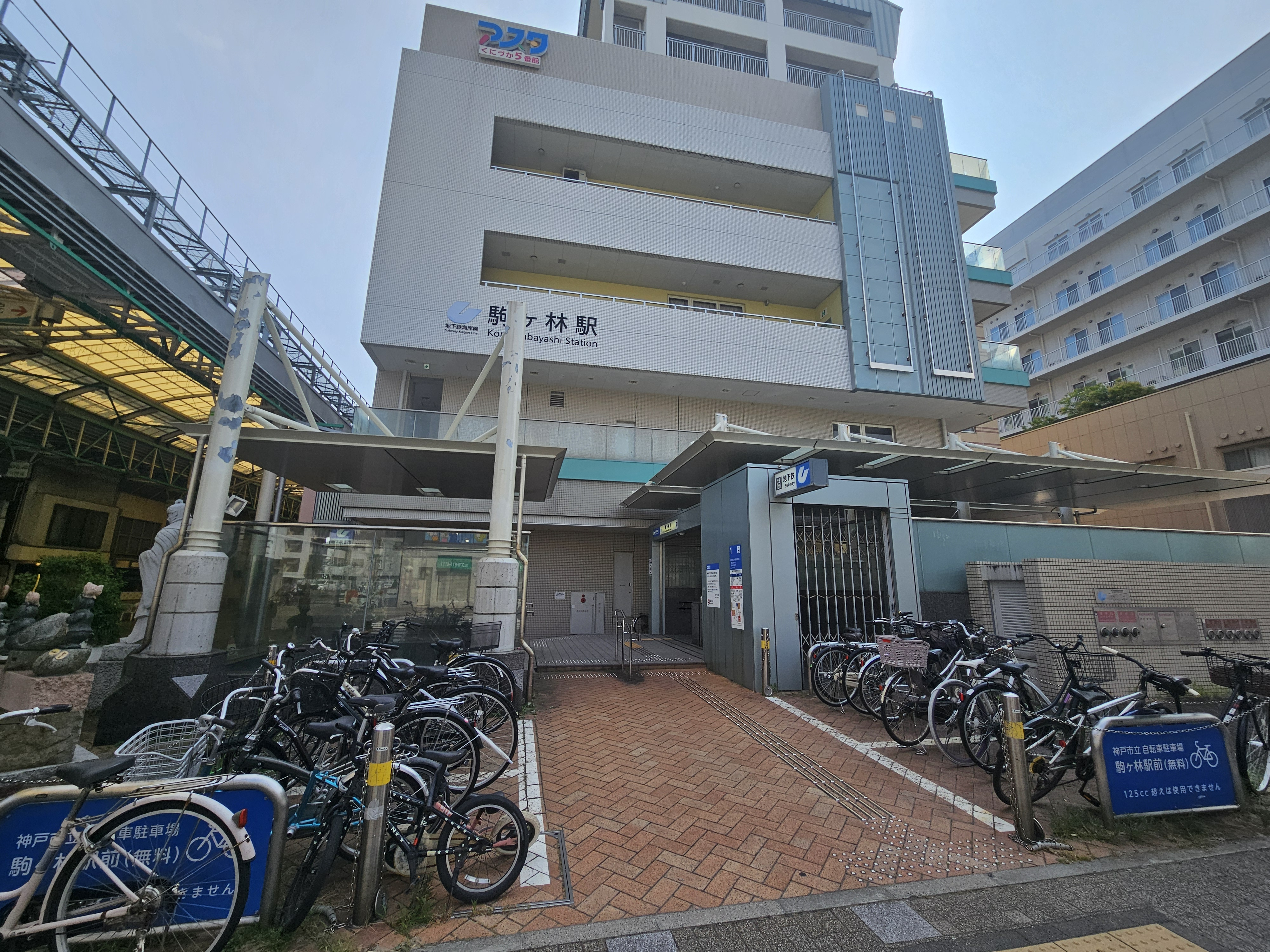
出口1全景（2025年7月）
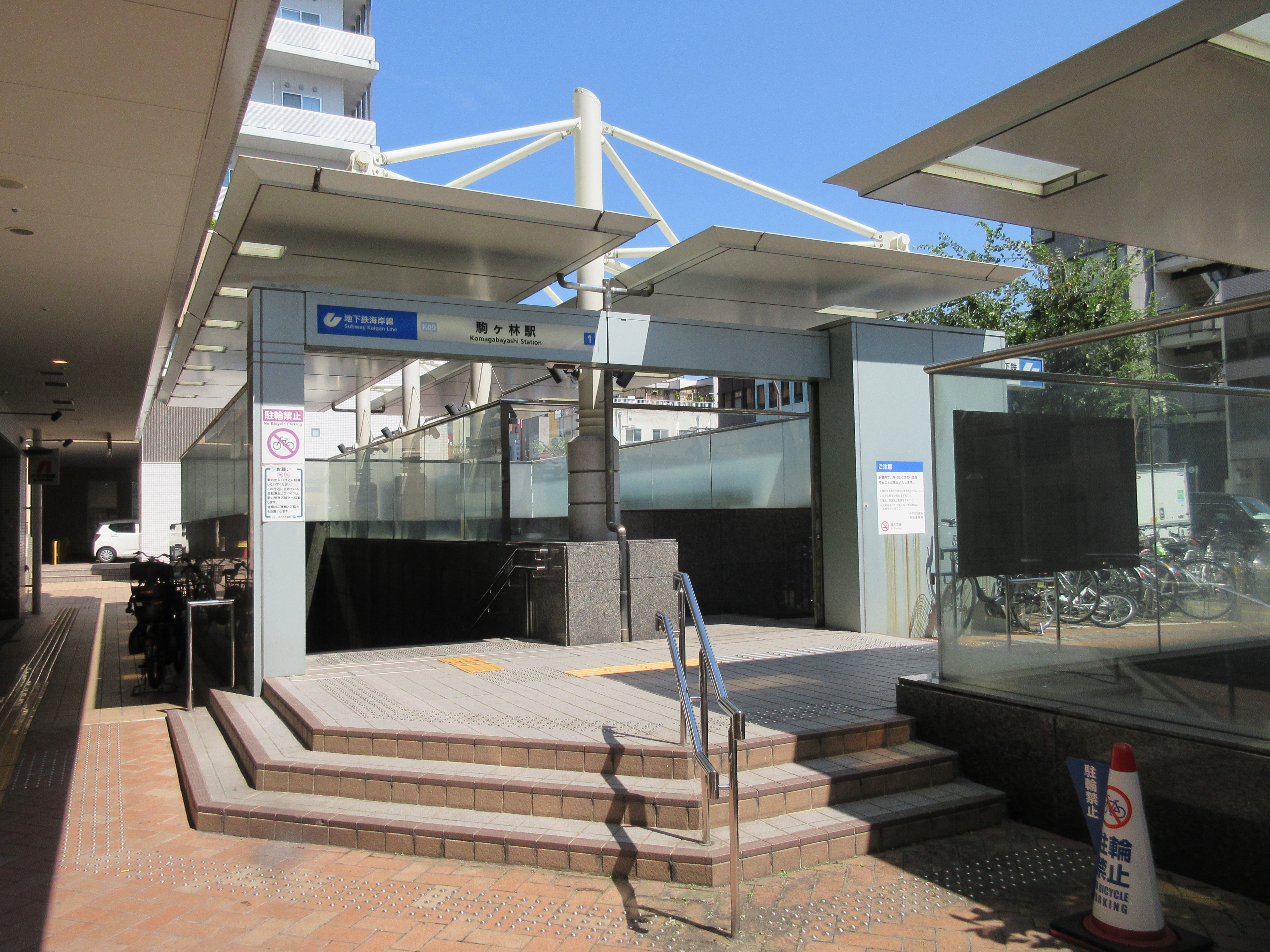
出口1（2024年8月）
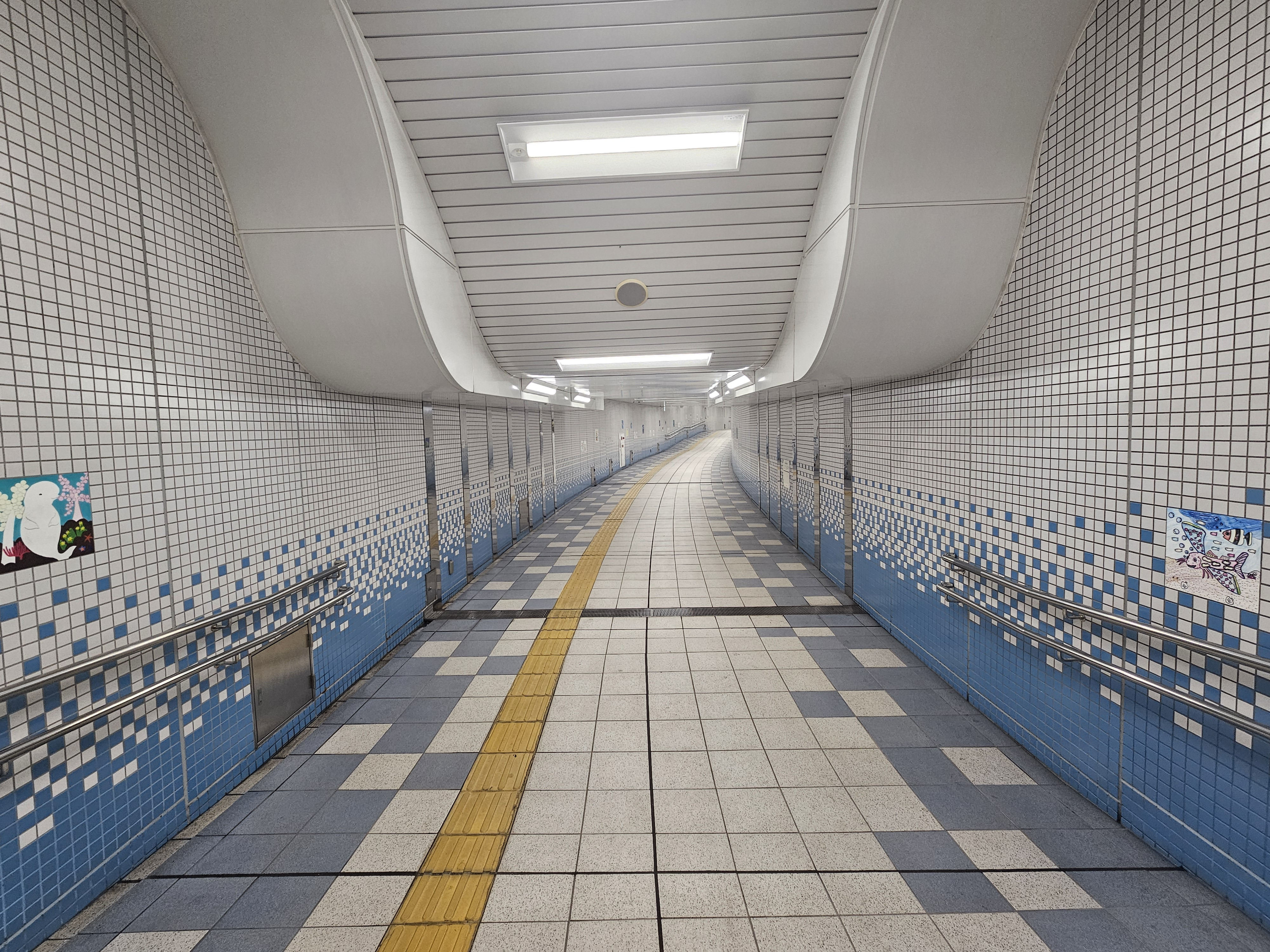
出口2への連絡通路（2025年7月、四季に応じて違う音楽が流れる）

## ダイヤ
日中は、上下とも毎時6本の運行。ラッシュ時は本数が多少増える。

## 利用状況
2022年度の1日平均乗車人員は1,464人である。海岸線の駅として、また神戸市営地下鉄の駅では最も乗車人員が少なく、日本の地下鉄の全路線全駅と比較しても福岡市営地下鉄の梅林駅に次いで少ない。近年は合同庁舎の開設等により、利用者は増加傾向にある。
- 2000年度に計画された、2005年度時点の予測乗車人員は4,494人で、海岸線の駅では最も乗車人員が少なくなるとされていた[8]。2022年現在でも乗車人員は計画時の約3割強にすぎない。
- 三宮駅からだと西神・山手線経由で6.8km 240円（2区）に対し、海岸線経由で7.3km 270円（3区）になる。

開業以降の1日平均乗降・乗車人員の推移は下表のとおりである。
| 年度               | 1日平均 乗降人員 | 1日平均 乗車人員 |
| ------------------ | ---------------- | ---------------- |
| 2001年（平成13年） |                  | 686              |
| 2002年（平成14年） |                  | 839              |
| 2003年（平成15年） |                  | 915              |
| 2004年（平成16年） |                  | 1,097            |
| 2005年（平成17年） | 2,255            | 1,187            |
| 2006年（平成18年） |                  | 1,230            |
| 2007年（平成19年） |                  | 1,193            |
| 2008年（平成20年） |                  | 1,142            |
| 2009年（平成21年） |                  | 1,052            |
| 2010年（平成22年） |                  | 1,067            |
| 2011年（平成23年） |                  | 1,071            |
| 2012年（平成24年） |                  | 1,056            |
| 2013年（平成25年） |                  | 1,135            |
| 2014年（平成26年） |                  | 1,130            |
| 2015年（平成27年） |                  | 1,203            |
| 2016年（平成28年） |                  | 1,234            |
| 2017年（平成29年） |                  | 1,282            |
| 2018年（平成30年） |                  | 1,313            |
| 2019年（令和元年） |                  | 1,480            |
| 2020年（令和02年） |                  | 1,347            |
| 2021年（令和03年） |                  | 1,387            |
| 2022年（令和04年） |                  | 1,464            |

## その他
- 当駅到着時には自動放送で「駒ヶ林、駒ヶ林、アグロガーデン前です。新長田合同庁舎はこちらが便利です。三国志のまち駒ヶ林へようこそ」とのアナウンスが流れる。

## 駅周辺
- 駒林神社
- 平忠度 腕塚堂・胴塚
- 新長田合同庁舎（2019年7月開業）
- ふたば学舎：2006年に閉校した旧・神戸市立二葉小学校の歴史的経緯から、1929年の開校当時の建物[9]を再利用した地域活性化拠点[10]。
- アスタくにづか：震災復興再開発事業による再開発地区[1]。
  - 神戸アニメストリート
  - ロピア新長田店
  - ケーズデンキ新長田店（旧八千代ムセン新長田店）
- 六間道商店街：六間道五丁目商店街とその周辺には三国志にまつわるスポットが多い[11]。
- 大正筋商店街
- ホームセンターアグロ アグロガーデン神戸駒ヶ林店
  - 源泉湯元あぐろの湯（スーパー銭湯）
  - ブックオフ SUPER BAZAAR アグロガーデン神戸駒ヶ林店
- 日本郵便 神戸二葉郵便局

## 隣の駅
神戸市営地下鉄
海岸線
苅藻駅 (K08) - 駒ヶ林駅 (K09) - 新長田駅 (K10)
- 括弧内は駅番号を示す。